# دوايت كلارك
دوايت كلارك (بالإنجليزية: Dwight Clark)‏ هو لاعب كرة قدم أمريكية أمريكي، ولد في 8 يناير 1957 في كينستون في الولايات المتحدة، وتوفي في 4 يونيو 2018 في مونتانا في الولايات المتحدة بسبب تصلب جانبي ضموري.

## وصلات خارجية
- الموقع الرسمي
- دوايت كلارك على موقع مرجع كرة القدم المحترفة.كوم (الإنجليزية)
- دوايت كلارك على موقع قاعة كارولاينا الشمالية للمشاهير الرياضية (الإنجليزية)